# 대한치어리딩협회
대한치어리딩협회는 문화체육관광부 소관의 대한민국의 사단법인이다.

## 역사
2003년 4월에 사단법인 치어리딩협회가 설립되었다. 응원단의 주도로 치어리딩이 유지되어 오다가 86 아시안 게임과 88 올림픽을 치르면서 프로스포츠의 활성화를 통해 대중적으로 확산되었다. 하지만 단순한 한국식 응원단의 형태로만 존재해오고 있었다. 그 이후 학교에서부터 시작된 치어리딩 클럽의 교육적 가치를 발견 후 스포츠클럽형태의 치어리딩 문화를 만들어 학교스포츠클럽으로 치어리딩을 알리기 위한 목적으로 설립되었다. 2008년에 세계치어리딩연맹에 가맹하고 세계선수권대회에 대한민국 국가대표선수를 파견하기 시작했다.

## 치어리더 국가대표
(사)대한치어리딩협회를 통하여 선발된다. 심사기준을 통해 심사위원에 채점 커트라인을 기준으로 국가대표가 선발이 되며 출정식을 거쳐서 세계대회에 참가하게 된다. 2009년부터 치어리딩 국가대표 선수들은 태극마크를 달고 세계대회에 출전하고 있다.

### 국가대표 선발방법
(사)대한 치어리딩 협회에서 공지를 한다. 공지를 통해 지원 후 심사를 거치는 방식으로 치어리더 들을 선발하고 있다.

### 수상성적/대회실적
- 2010년 ICU세계치어리딩선수권대회 힙합더블 동메달
- 2011년 ICU세계치어리딩선수권대회 힙합더블 금메달
- 2012년 ICU아시아오픈 치어리딩 선수권대회 힙합더블 은메달, 코에드 그룹스턴트 동메달
- 2013년 ICU아시아오픈 치어리딩 선수권대회 힙합더블 금메달. 코에드 그룹스턴트 금메달, 올걸 그룹스턴트 동메달, 코에드 엘리트 은메달
- 2014년 ICU아시아오픈 치어리딩 선수권대회 코에드 엘리트 은메달
- 2016년 ICU세계치어리딩선수권대회 코에드 엘리트 10위

## 치어리딩 지도자
(사)협회에서 인정한 치어리딩 자격 코스를 이수하면 치어리딩 지도자 자격증이 주어진다. 서울 지역마다 지부가 있다.